# 저정보 유권자
정보 수준이 낮은 유권자(低情報 有權者, 영어: low information voter, LIV, misinformation voter)는 관찰하거나 측정하여 수집한 자료를 실제 문제에 유익하게끔 정리한 지식의 수준이 상식 이하로 낮은, 선거에 참가하여 투표할 수 있는 권리가 있는 사람을 통칭하는, 정치에 관계된 용어이다. LIV는 정당과 정치인을 대상으로 한 실제이고 세부까지 포함한 정보가 턱없이 부족하면서도 정치를 강하게 혐오하는 증상이 있는데 투표소에는 꼬박꼬박 나타나 자신의 계급을 배반하는 투표를 하는 특징이 있다. 주로 교육 수준이 낮은 저소득층이 LIV로 분류된다. 2009년에 대한민국 여론조사업계에서 조사한 결과를 보면, 대한민국 전체 유권자 중에 근 60%가 LIV로 나타났다. 

## LIV의 특징을 나타내는 실제 사례
- 2009년 4월 제18 대 국회의원 총선거 당시 서울특별시 노원병에서 총선거 직전인 3월 24일 한국방송공사에서 실시한 여론조사에서 당시 진보신당 국회의원 후보 노회찬의 지지율은 32.6%로서 한나라당 국회의원 후보 홍정욱의 지지율 25.6%를 압도했지만, 월 소득 1,000,000원 이하 저소득층에서는 한나라당 국회의원 후보 홍 모의 지지율이 34.7%로서 진보신당 국회의원 후보 노회찬의 지지율 13.3%보다 높았다.

## 기원
아메리카합중국에서 주로 사용되는 용어로서 1990년대 중반 이후 대중에게 알려졌다.

## 같이 보기
- 소스타인 베블런
  - 베블런재(베블런 효과)
- 과시 효과